# Physomeloe
Physomeloe is een geslacht van kevers uit de familie oliekevers (Meloidae).
Het geslacht is voor het eerst wetenschappelijk beschreven in 1911 door Reitter.

## Soorten
Het geslacht omvat de volgende soort:
- Physomeloe corallifer (Germar, 1818)